# Pozytywka

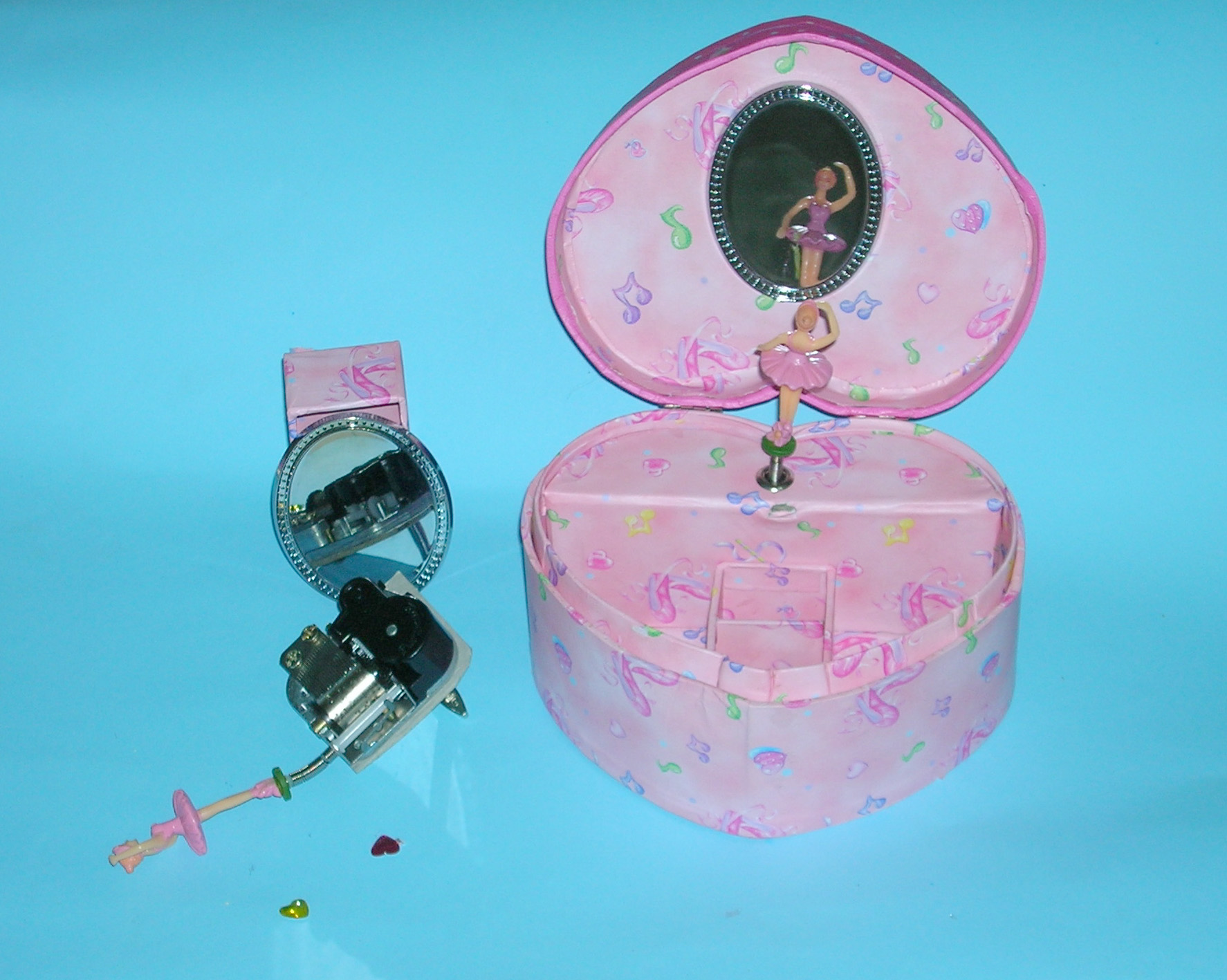
Zabawkowa pozytywka

Pozytywka – mechaniczny instrument muzyczny, z grupy idiofonów wydający dźwięki wskutek zaczepiania metalowymi wypustkami umieszczonymi na obrotowym wałku o zęby odpowiednio nastrojonego metalowego grzebienia. Wałek, który mógł być wymienny, wprowadzano w ruch głównie za pomocą sprężynowego mechanizmu napędowego. Układ wypustek definiuje melodię.

## Historia
Pierwsze pozytywki powstały w drugiej połowie XVIII wieku skonstruowane przez zegarmistrzów z rejonu Jura w Szwajcarii. W XIX wieku zaczęto produkować pozytywki w drewnianych skrzynkach, które uruchamiały się po podniesieniu wieka. Pierwsze tego typu instrumenty skrzyniowe zwykle pozbawione były dekoracji. Z czasem pojawiły się przedmioty bogato dekorowane z zewnątrz i wewnątrz intarsją lub emaliowane.
W ciągu XIX wieku w produkcji pozytywek dominowała Szwajcaria, ale pojawiły się też inne firmy europejskie np. Rebick na Śląsku. Udoskonalano mechanizmy pozytywek, dzięki czemu mogły one wygrywać bardziej skomplikowane melodie.

W latach 80. XIX wieku Paul Lochmann z Lipska w miejsce obrotowych wałków wprowadził wymienne metalowe płyty. Pozytywki stały się popularne także w Stanach Zjednoczonych Ameryki, gdzie w New Jersey powstała firma Regina Music Box, założona przez Niemca Gustave Brachhausena produkująca te automaty grające.
W Polsce pozytywki nazywano polifonami lub symfonionami (od nazwy dwóch największych wytwórni Polyphon i Symphonion).
Instrument był popularny w XIX wieku i na początku XX, do czasu rozpowszechnienia gramofonu.

W XIX wieku elektryczność zaczynała się dopiero rozprzestrzeniać. Pozytywka umożliwiała słuchanie melodii bez podłączenia do sieci.
Obecnie pozytywka jest jeszcze używana jako mechanizm grający np. w zabawkach.

## Przykłady pozytywek
Niektóre pozytywki miały wbudowane małe automaty, po otwarciu ukazywał się śpiewający ptaszek, baletnica. Dzięki miniaturyzacji mechanizmu pozytywka była czasem ukryta w zegarku kieszonkowym, w tabakierce, w pudełeczku stylizowana na album fotograficzny lub książkę.
Były też pozytywki salonowe dużo większych rozmiarów, gdzie obudowa pełniąca funkcję pudła rezonansowego stanowiła reprezentacyjny mebel, zwykle wykonana z wysokogatunkowego drewna. Mechanizm też był bardziej skomplikowany, pojawiały się dzwoneczki, płyta była duża, dająca możliwość słuchania większej ilości melodii.
Niezwykła pozytywka została wykonana dla królowej Wiktorii: odgrywała hymn angielski, gdy ktoś na nią usiadł.
Charakterystyczny dźwięk pozytywki był imitowany w niektórych utworach, głównie fortepianowych.